# Sagenidium
Sagenidium is een geslacht van schimmels in de familie Roccellaceae. De typesoort is Sagenidium molle, maar deze is later overgezet naar het geslacht Lecanactis als Lecanactis mollis.

## Soorten
Volgens Index Fungorum bevat het geslacht twee soorten (peildatum maart 2022):
| Soortnaam              | Auteur(s)             | Publicatiejaar |
| ---------------------- | --------------------- | -------------- |
| Sagenidium candidum    | (Müll. Arg.) Follmann | 1975           |
| Sagenidium patagonicum | Henssen               | 1979           |